# 長崎県立諫早東高等学校
長崎県立諫早東高等学校（ながさきけんりつ いさはやひがしこうとうがっこう、Nagasaki Prefectural Isahaya Higashi High School）は、長崎県諫早市森山町杉谷にある県立高等学校。

## 概要
同校は全日制課程で、3学期制の普通科が設置されている。2年時に「総合・文系コース」と「看護・理系コース」に分かれる。3年時に以下の4コースに細分化される。コースは持ち上がり形式であり、昇級時のコースの途中変更は原則的にできない。
1. 文系コース - 四年制大学・短期大学（教育学部、経済学部、文学部など）への進学希望者を対象｡
2. 理系コース - 四年制大学・短期大学（工学部や農学部など）への進学希望者を対象｡
3. 看護・医療コース - 高等看護学校、看護・医療系の専門学校への進学希望者を対象。
4. 総合コース - 就職・公務員・一般専門学校進学希望者を対象｡

### 校訓
- 「自主自律」

### 校章
- 吉村陽夫によるデザインで、「朝の太陽の光」をモチーフに「東」を表し、中央に「高」の文字（俗字体のはしご高）を置いている。

### 校歌
- 作詞: 風木雲太郎[1][2]
- 作曲: 山口修

歌詞は3番まである。各番に校名の「諫早東」が登場する。
愛唱歌
・ｆｒｏｍ  ＥＡＳＴ（２０１２年～）
・作詞　平成２４年度在校生教職員一同
・構成／作曲　川田金太郎　

## 沿革
- 1983年（昭和58年）4月 - 開校。
- 1993年（平成5年） - 創立10周年記念式典を挙行。
- 2003年（平成15年） - 創立20周年記念式典を挙行。

## 学校行事
1学期
- 4月 - 始業式、入学式、対面式、新入生合宿、歓迎遠足
- 5月 - PTA総会、中間考査
- 6月 - 県高総体、生徒会役員選挙、開校記念日（16日）、期末考査（〜7月）
- 7月 - 高2インターンシップ、校内球技大会、終業式、夏季補習
- 8月 - 学習会、平和を考える日（9日、長崎原爆の日）

2学期
- 8月下旬 - 始業式
- 9月 - 体育祭
- 10月 - 中間考査、芸術鑑賞会
- 11月 - 県総文祭、文化祭
- 12月 - 期末考査、終業式、高3学習会

3学期
- 1月 - 始業式、カルタ大会、大学入試センター試験、高3学年末考査、高2修学旅行
- 2月 - 高校推薦入試、耐寒競歩大会、高1・2学年末考査
- 3月 - 卒業式、高校一般入試、校内球技大会、終業式（修了式）

## 部活動
全国的にアーチェリー部が有名である。アーチェリーアジアサーキット大会日本代表選手を輩出するなど、数々の功績を残している。
運動部
- 陸上部
- 野球部（男）
- ソフトテニス部
- アーチェリー部
- バレーボール部（女）
- バドミントン部（女）

文化部
- 吹奏楽部
- 放送部
- 美術部
- 茶道部
- パソコン同好会
- 図書ボランティア同好会
- 文芸同好会
- のんのこ愛好会[3]

かつてあった部活動
- ウエイトリフティング部
- 社会研究同好会
- 少林寺同好会
- ラグビー部（男）
- 剣道部
- 書道部

## 交通アクセス
- 島原鉄道島原鉄道線　諫早東高校駅下車
- 県営バス、島鉄バス　諫早東高前バス停下車